# Jaun
Jaun (franska: Bellegarde) är en ort och kommun i distriktet Gruyère i kantonen Fribourg i Schweiz. Kommunen har 647 invånare (2023).
Jaun är den enda tyskspråkiga kommunen i distriktet Gruyère.